# Трифонов, Василий Трифонович
Василий Трифонович Трифонов (1862 — после 1932) — крестьянин, депутат Государственной думы Российской империи I созыва от Новгородской губернии.

## Биография
Крестьянин из деревни Междуречье Старорусского уезда Новгородской губернии. Имел лишь начальное образование. Служил председателем волостного суда. Владел землёй.

В. Т. Трифонов, 1906

26 марта 1906 избран в Государственную думу Российской империи I созыва от общего состава выборщиков Новгородского губернского избирательного собрания. В начале работы Думы оставался беспартийным, затем примкнул к правому крылу Думы, затем вошёл в группу Партии демократических реформ.
В 1932 году жил в деревне Большое Междуречье Волотовского района, приговорён к лишению избирательных прав.
Дальнейшая судьба и дата смерти неизвестны.

### Рекомендованные источники
- Российский государственный исторический архив. Фонд 1278. Опись 1 (1 созыв). Дело 84. Лист 11; Фонд 1327. Опись 1. 1905 год. Дело 141. Лист 22; Дело 143. Лист 88 оборот.